# 西瓦利克山脈

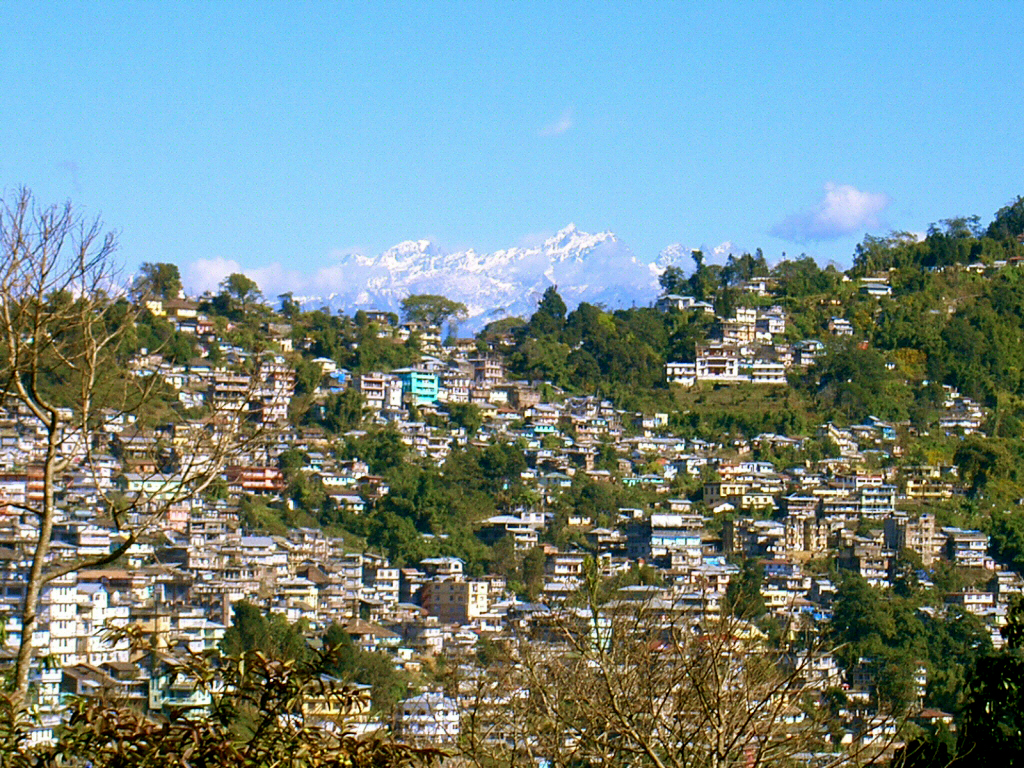
位於山上之噶倫堡小鎮

西瓦利克山脈（Siwalik Hills），亦稱外喜馬拉雅山脈、錫瓦利克山脈、什瓦利克山脈。位於南亞北部、喜馬拉雅山南麓。自印度錫金邦蒂斯塔河（Tista）向西北方向延伸，全長約1,000哩。海拔約3,000－4,000呎。
主要由第三紀砂、頁岩組成。山體自西北而東南行，綿延於克什米爾、印度和尼泊爾，森林茂密。曾發現類人猿化石，稱「西瓦古猿」。其他化石則包括懶熊的早期祖先、西瓦鹿及阿特拉斯象龜。